# Fehren
Fehren es una comuna suiza del cantón de Soleura, localizada en el distrito de Thierstein. Limita al noroeste y norte con la comuna de Breitenbach, al este con Nunningen y Zullwil, al sur con Meltingen, y al suroeste con Büsserach.

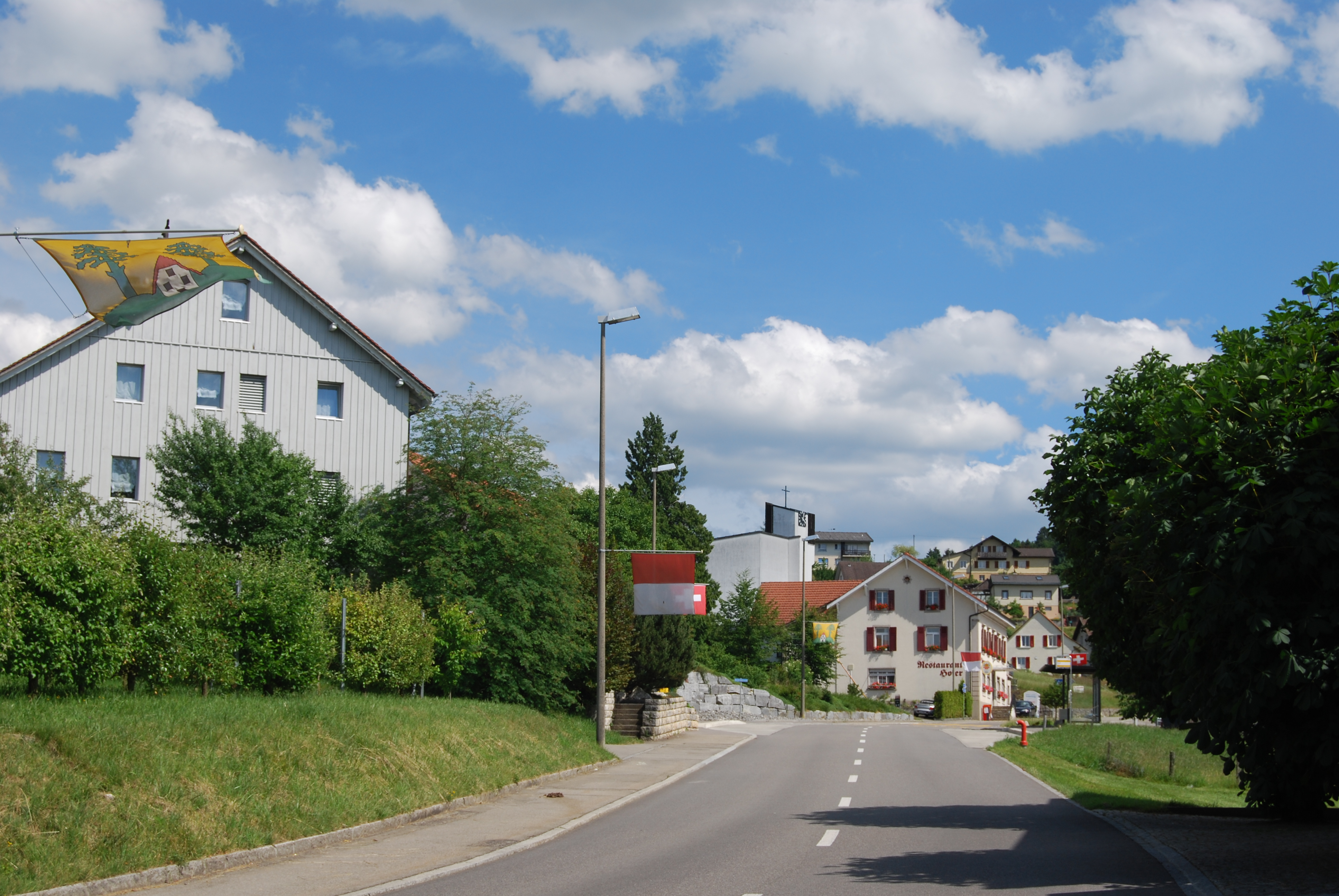
Fehren